# Williams FW08
El Williams FW08 fue un monoplaza de Fórmula 1 diseñado por Frank Dernie, que se estrenó en el Gran Premio de Bélgica de 1982 celebrado en el Circuito de Zolder. Una evolución del FW07 que reemplazó, el coche fue utilizado por el piloto finlandés Keke Rosberg para ganar el Campeonato Mundial de Pilotos de 1982.

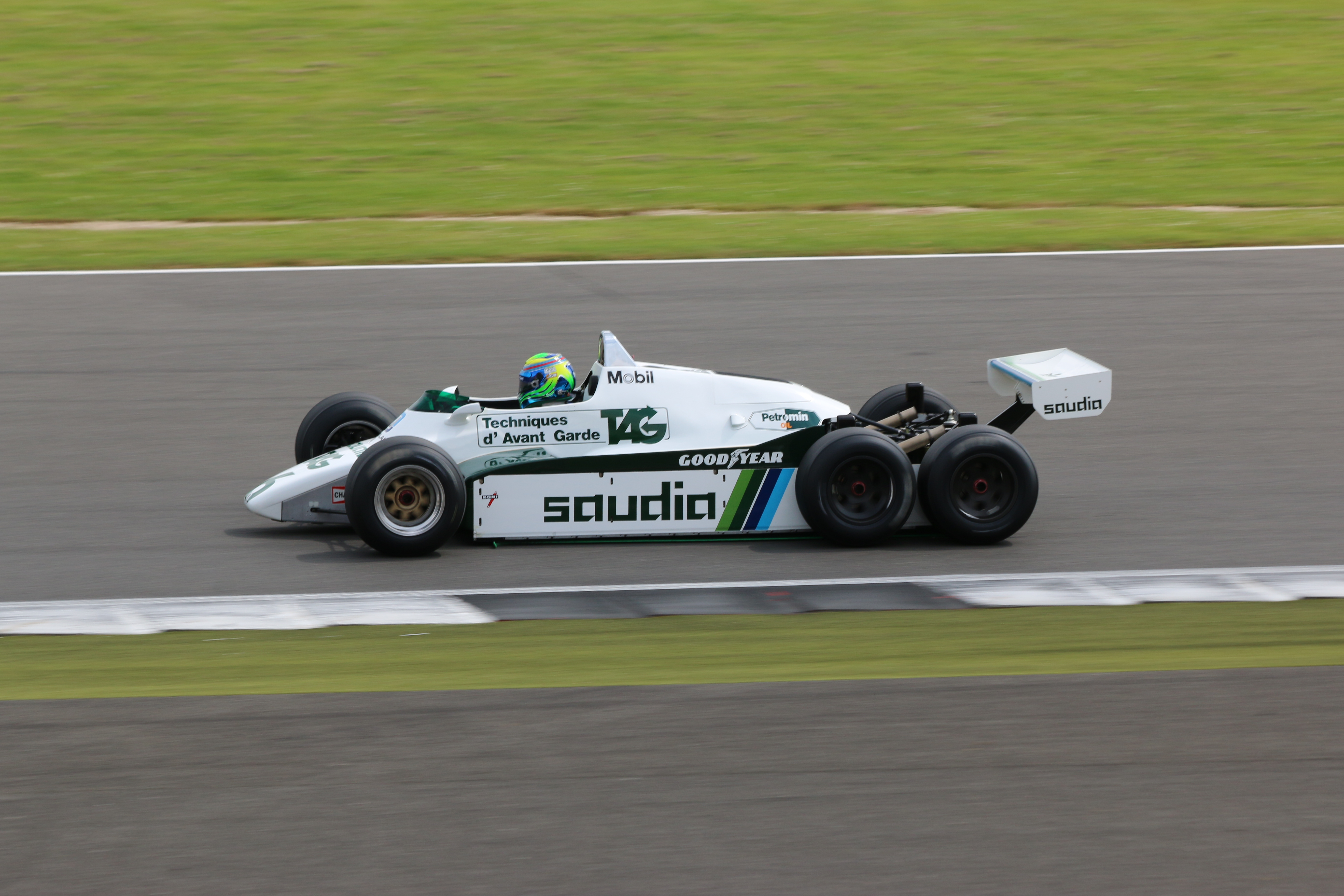
El Williams FW08B, variante experimental de seis ruedas.

El FW08B era una variante de seis ruedas (cuatro ruedas motrices en la parte trasera y dos ruedas no conducidas en la parte delantera) que se originó a partir del FW07D (también de seis ruedas). Nunca corrió. Patrick Head dijo específicamente que la razón por la que fue prohibido fue porque "alguien en una reunión de FOCA dijo que aumentaría los costos y causaría caos durante las paradas en boxes". La FIA rápidamente limitó el número de ruedas para todos los monoplazas a cuatro, de las cuales solo dos pueden ser conducidas.
El monoplaza fue actualizado para la temporada 1983 para convertirse en el FW08C. Bajo las nuevas regulaciones, todo el efecto del suelo estaba fuera y los coches de fondo plano estaban adentro, lo que significaba que casi todos los autos en Fórmula 1 tenían que ser modificados o reemplazados en gran medida y el FW08 no era diferente. Contra los turbo de Renault, Brabham y Ferrari, no se esperaba que Williams lo hiciera tan bien como lo hicieron. Keke Rosberg abrió la temporada con la pole position en el Gran Premio de Brasil (fue la última para un Ford-Cosworth DFV) y anotó la última victoria del coche, en el Gran Premio de Mónaco. Finalmente terminaría quinto en el Campeonato de Pilotos, mientras que el equipo británico terminó 1983 en el cuarto lugar, el mejor de los autos propulsados por Cosworth.

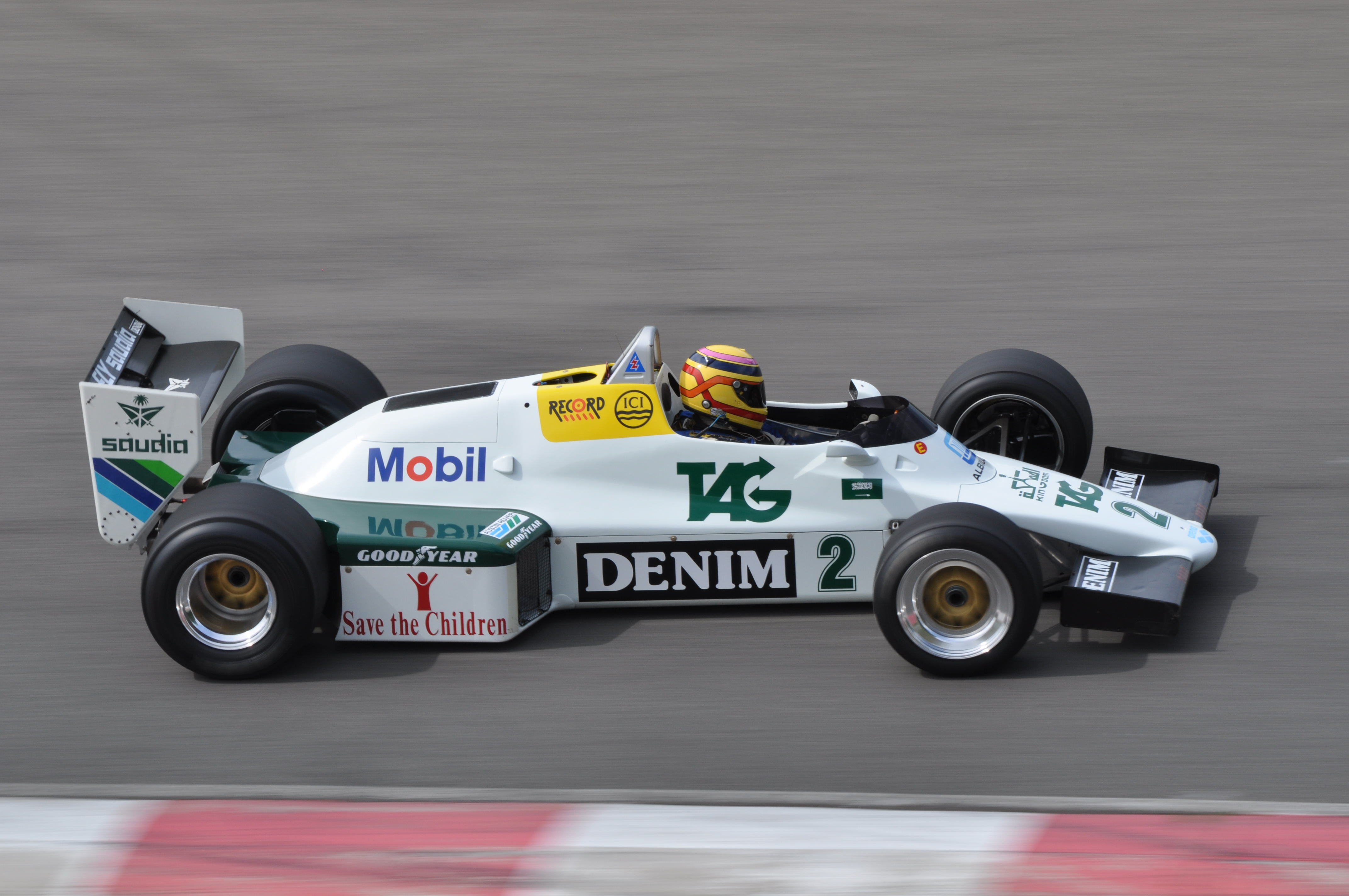
El Williams FW08C fotografiado en 2010. Los laterales están muy reducidos en comparación con el anterior FW08.

El FW08C también tiene la distinción de ser el primer monoplaza de Fórmula 1 conducido por Ayrton Senna, en Donington Park en julio de 1983[cita requerida], después de que acosara al jefe del equipo Frank Williams para una prueba después de estar sentado junto a él en un vuelo. Senna completó 40 vueltas y superó el circuito más rápido que nadie en el coche, incluidos los pilotos de carreras Keke Rosberg y Jacques Laffite. Sin embargo, el equipo Williams no pudo ofrecer al brasileño un impulso para 1984 ya que el finlandés y el francés estaban bajo contrato y Senna firmó con el equipo Toleman en su lugar. El brasileño no manejaría a otro Williams hasta que firmó para manejar para el equipo en 1994.
El FW08C se retiró después del Gran Premio de Europa de 1983 en Brands Hatch. En realidad, el equipo compitió con un tercer auto en esta carrera y Jonathan Palmer lo llevó al puesto 13.º. Fue reemplazado por el FW09 propulsado por Honda para la última carrera de la temporada en Sudáfrica.

## Resultados

### Fórmula 1
(Clave) (negrita indica pole position) (cursiva indica vuelta rápida)

| Año  | Chasis | Motor              | Neu. | Pilotos         | 1   | 2   | 3   | 4   | 5   | 6   | 7   | 8   | 9   | 10  | 11  | 12  | 13  | 14  | 15  | 16  | Puntos | Pos. |
| ---- | ------ | ------------------ | ---- | --------------- | --- | --- | --- | --- | --- | --- | --- | --- | --- | --- | --- | --- | --- | --- | --- | --- | ------ | ---- |
| 1982 | FW08   | Cosworth DFV V8 NA | G    |                 | RSA | BRA | USW | SMR | BEL | MON | USE | CAN | NED | GBR | FRA | GER | AUT | SUI | ITA | LVG | 58*    | 4.º  |
| 1982 | FW08   | Cosworth DFV V8 NA | G    | Keke Rosberg    |     |     |     |     | 2   | Ret | 4   | Ret | 3   | Ret | 5   | 3   | 2   | 1   | 8   | 5   | 58*    | 4.º  |
| 1982 | FW08   | Cosworth DFV V8 NA | G    | Derek Daly      |     |     |     |     | Ret | 6   | 5   | 7   | 5   | 5   | 7   | Ret | Ret | 9   | Ret | 6   | 58*    | 4.º  |
| 1983 | FW08C  | Cosworth DFV V8 NA | G    |                 | BRA | USW | FRA | SMR | MON | BEL | USE | CAN | GBR | GER | AUT | NED | ITA | EUR | RSA |     | 38*    | 4.º  |
| 1983 | FW08C  | Cosworth DFV V8 NA | G    | Keke Rosberg    | DSQ | Ret | 5   | 4   | 1   | 5   | 2   | 4   | 11  | 10  | 8   | Ret | 11  | Ret |     |     | 38*    | 4.º  |
| 1983 | FW08C  | Cosworth DFV V8 NA | G    | Jacques Laffite | 4   | 4   | 6   | 7   | Ret | 6   | 5   | Ret | 12  | 6   | Ret | Ret | DNQ | DNQ |     |     | 38*    | 4.º  |
| 1983 | FW08C  | Cosworth DFV V8 NA | G    | Jonathan Palmer |     |     |     |     |     |     |     |     |     |     |     |     |     | 13  |     |     | 38*    | 4.º  |

- *14 puntos obtenidos en 1982 con el FW07C.

- *2 puntos obtenidos en 1983 con el Williams FW09, motorizado por Honda.

- [1]